# Кондыбай (Костанайская область)
Кондыба́й (каз. Қондыбай) — упразднённое село в Житикаринском районе Костанайской области Казахстана. Входило в состав Муктикольского сельского округа. Исключено из учётных данных в 2017 г. Код КАТО — 394447200.

## География
Находилось примерно в 50 км к юго-западу от районного центра, города Житикара.

## Население
В 1999 году население села составляло 178 человек (98 мужчин и 80 женщин). По данным переписи 2009 года, в селе проживало 60 человек (30 мужчин и 30 женщин).